# 3058 Delmary
3058 Delmary è un asteroide della fascia principale. Scoperto nel 1981, presenta un'orbita caratterizzata da un semiasse maggiore pari a 2,2489197 UA e da un'eccentricità di 0,1568897, inclinata di 3,55136° rispetto all'eclittica.
Dal 10 settembre all'8 novembre 1984, quando 3101 Goldberger ricevette la denominazione ufficiale, è stato l'asteroide denominato con il più alto numero ordinale. Prima della sua denominazione, il primato era di 3043 San Diego.
L'asteroide è dedicato all'artista statunitense Delmary Rose Schanz.